# Xahrud
|  | No s'ha de confondre amb Xah Rud. |

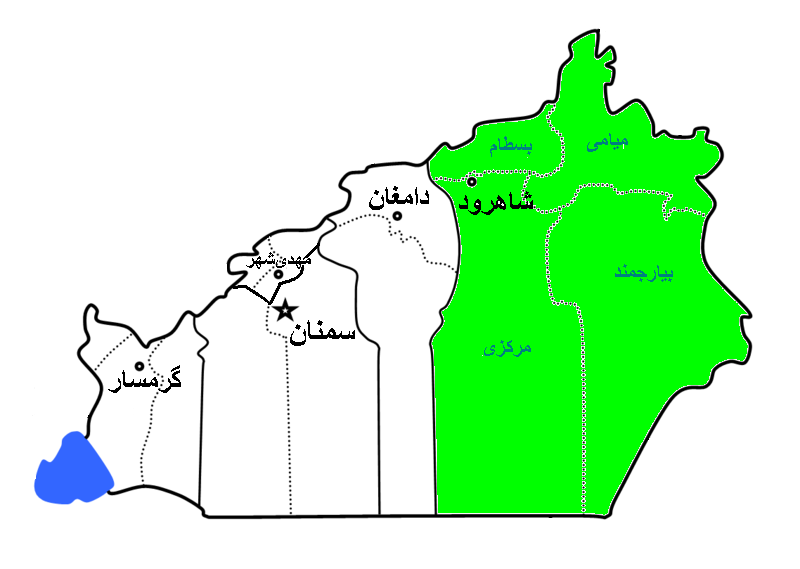
Comtat de Xahrud

Xahrud (persa: شاهرود, Shāhrūd) o Imamrud és un municipi de l'Iran al Khorasan Occidental, província de Semnan, 6 km al sud de l'antiga Bistam i a uns 80 km al nord-est de Damghan. La seva població el 1991 era de 92.195 habitants, el 2005 era de 131.831 i el 2006 de 134.920 persones. És la ciutat més gran de la província i capital d'un comtat. Hi ha a la vora un centre de llançament de l'Agència Espacial Iraniana. No apareix esmentada abans del segle xix quan va agafar importància en estar en la ruta entre Teheran i Khorasan i després en la via fèrria amb el mateix curs. Està unida també a Astarabad i la costa de la mar Càspia. Fins al 1979 portava el nom de Shah Rud, però llavors el va canviar per Imamrud en honor de l'aiatol·là Khomeini, però posteriorment apareix amb el seu antic nom en la forma Xahrud o altres variacions.